# Les Choses simples (film, 2007)
Pour les articles homonymes, voir Les Choses simples.
Pour plus de détails, voir Fiche technique et Distribution.
Les Choses simples (en russe : Простые вещи, Prostye vechtchi) est un film russe réalisé par Alekseï Popogrebski, sorti en 2007.

## Fiche technique
- Titre : Les Choses simples
- Titre original : Простые вещи (Prostye vechtchi)
- Réalisation : Alekseï Popogrebski, assisté de Bohdan Graczyk, Elena Ogneva
- Scénario : Alekseï Popogrebski
- Photographie : Pavel Kostomarov (ru), Marina Gornostaïeva
- Musique originale : Dmitri Katkhanov
- Montage : Ivan Lebedev
- Casting : Alla Petelina
- Direction artistique : Olga Ossipova
- Costumes : Aleksandra Smolina-Rozanova
- Maquillage :  Natalia Angelova, Ksenia Malkina
- Son : Antonina Balachova, Vladimir Golovnitski, Arkadi Leonov
- Production : Mikhaïl Kolodiajny, Roman Borisseïev
- Société de production : Koktebel Film Company
- Pays de production :  Russie
- Langue originale : russe
- Format : couleur — 1,85:1
- Genre : drame
- Date de sortie :
  - Russie : 7 juin 2007

## Distribution
- Sergueï Puskepalis : Sergueï Maslov, médecin-anesthésiste
- Leonid Bronevoï : Jouravliov, acteur à la retraite
- Svetlana Kamynina (ru) : Katia
- Dinara Koutouïeva : Lena
- Ivan Ossipov : Piotr
- Milkhaz Jvania : Caucasien
- Ivan Chvédov : Vassine
- Louise Markova : Ksioucha, infirmière
- Lioubov Makeïeva (ru) : Rita
- Guennadi Bogatchiov (ru) : Psarev
- Dmitri Bykovski-Romachov (ru) : gérant
- Sergueï Stépine : Pavel
- Alexandre Bezroukov : antiquaire
- Konstantin Vorobiev (ru) : patient d'hôpital
- Tserendari Sambouïeva : femme au baudrier orange
- Olga Samochina : femme d'un malade
- Mikhaïl Kolodiajny : Mikhaïl

## Récompenses
- Kinotavr 2007[1]:
  - Grand prix
  - Prix de la meilleure réalisation pour Alekseï Popogrebski
  - Prix du meilleur acteur pour Sergueï Puskepalis
- Festival international du film de Karlovy Vary 2007
  - Prix du Jury œcuménique pour Alekseï Popogrebski
  - prix FIPRESCI pour Alekseï Popogrebski
  - prix spécial pour Leonid Bronevoï
- Nika 2008 :
  - Nika du meilleur acteur dans un second rôle pour Leonid Bronevoï